# Hemicordulia atrovirens
Hemicordulia atrovirens – gatunek ważki z rodziny szklarkowatych (Corduliidae).